# Predsednik Indije
Predsednik Indije, uradno predsednik Republike Indije (indijsko: Bhārat kē Rāṣhṭrapati), je ceremonialno vodja indijske države in vrhovni poveljnik indijskih oboroženih sil. Predsednika posredno izvoli volilni kolegij, ki ga sestavljajo indijski parlament (oba domova) in zakonodajne skupščine vsake indijske zvezne države ter ozemlja, ki so prav tako neposredno izvoljene.
Čeprav 53. člen indijske ustave navaja, da lahko predsednik svoje pristojnosti izvaja neposredno ali s podrejeno oblastjo (z redkimi izjemami), vse izvršne pristojnosti, ki jih ima predsednik, v praksi izvaja predsednik vlade (podrejena oblast) s pomočjo Sveta ministrov. Ustava predsednika zavezuje, da bo ravnal po nasvetu premierja in vlade, če le-ta ne bo kršil ustave.

## Zgodovina
Indija je neodvisnost od Britancev dosegla 15. avgusta 1947, sprva kot gospostvo znotraj Commonwealtha pod kraljevanjem Jurija VI., ki ga je v državi zastopal generalni guverner. Ustanovna skupščina Indije pod vodstvom Bhimraaa Ambedkarja je kmalu začela postopek priprave popolnoma nove državne ustave. Indijska ustava je bila sprejeta 26. novembra 1949, veljati pa je začela 26. januarja 1950, ko je Indija postala republika. Urade monarha in generalnega guvernerja je zamenjal nov urad indijskega predsednika, prvi nosilec funkcije pa je bil Rajendra Prasad.

## Osnovne dolžnosti
Indijska ustava predsedniku nalaga odgovornost in pooblastila za obrambo in zaščito indijske ustave in pravne države. Vsak predlog, ki ga sprejmejo izvršne ali zakonodajne veje oblasti, postane zakon šele po privolitvi predsednika. Predsednik ne sme sprejeti nobenega dejanja izvršne ali zakonodajne oblasti, ki je protiustavno. Je najpomembnejši zagovornik ustave (60. člen). Vloga sodstva pri spoštovanju indijske ustave je druga obrambna linija pri razveljavitvi kakršnih koli protiustavnih dejanj izvršne in zakonodajne enote indijske unije.